# 共和城 (华盛顿州)
共和城（英語：Republic），是美国华盛顿州费里县下属的一座城市，也是該郡的郡治。根据2000年美国人口普查，该市有人口954人。根据2010年美国人口普查，该市有人口1,073人。而2011年估计该市有1,093人。